# Honda Reverta
Los Honda Reverta (ホンダリヴェルタ Honda Riveruta?) son un equipo de sóftbol femenino de Japón con sede en Mooka, Tochigi. Compiten en la East Division de la Japan Diamond Softball League (JD.League).

## Historia
Los Reverta fueron fundados en 1983 como equipo de sóftbol de Honda Engineering. El equipo se traspasó a Honda en 2001.
La Japan Diamond Softball League (JD.League) se fundó en 2022, y los Reverta se unieron a la nueva liga formando parte de la East Division.

## Roster actual
- Actualizado el abril de 2022.[4]

| Posición        | N.º       | Nombre           | Edad      | Altura              | Bateo     | Lanz.     | Notas                                 |
| Jugadoras       | Jugadoras | Jugadoras        | Jugadoras | Jugadoras           | Jugadoras | Jugadoras | Jugadoras                             |
| --------------- | --------- | ---------------- | --------- | ------------------- | --------- | --------- | ------------------------------------- |
| Lanzadoras      | 3         | Ally Carda       | 32 años   | 177 cm (5 ft 10 in) | Derecha   | Derecha   | Compitió en los Juegos Olímpicos 2020 |
| Lanzadoras      | 17        | Miki Yamaguchi   | 29 años   | 178 cm (5 ft 10 in) | Derecha   | Derecha   |                                       |
| Lanzadoras      | 18        | Akane Akizu      | 26 años   | 178 cm (5 ft 10 in) | Derecha   | Derecha   |                                       |
| Lanzadoras      | 24        | Jailyn Ford      | 30 años   | 178 cm (5 ft 10 in) | Derecha   | Izquierda |                                       |
| Receptoras      | 25        | Kana Tanamachi   | 28 años   | 170 cm (5 ft 7 in)  | Derecha   | Derecha   |                                       |
| Receptoras      | 26        | Suzuka Yasuyama  | 26 años   | 160 cm (5 ft 3 in)  | Derecha   | Derecha   |                                       |
| Cuadro interior | 1         | Komi Hishitani   | 22 años   | 157 cm (5 ft 2 in)  | Izquierda | Derecha   |                                       |
| Cuadro interior | 2         | Mana Kimura      | 22 años   | 167 cm (5 ft 6 in)  | Izquierda | Derecha   |                                       |
| Cuadro interior | 10        | Yuri Hasegawa    | 31 años   | 152 cm (4 ft 12 in) | Derecha   | Derecha   |                                       |
| Cuadro interior | 11        | Mayu Okawa       | 25 años   | 167 cm (5 ft 6 in)  | Izquierda | Derecha   |                                       |
| Cuadro interior | 14        | Mizuki Watanabe  | 26 años   | 167 cm (5 ft 6 in)  | Izquierda | Derecha   |                                       |
| Cuadro interior | 21        | Manami Matsuda   | 30 años   | 156 cm (5 ft 1 in)  | Derecha   | Derecha   |                                       |
| Jardineras      | 6         | Maino Kasuya     | 30 años   | 167 cm (5 ft 6 in)  | Derecha   | Derecha   |                                       |
| Jardineras      | 9         | Ayumi Shimomura  | 26 años   | 162 cm (5 ft 4 in)  | Izquierda | Derecha   |                                       |
| Jardineras      | 23        | Manami Daikuya   | 33 años   | 167 cm (5 ft 6 in)  | Derecha   | Derecha   |                                       |
| Jardineras      | 28        | Hotaru Tsukamoto | 25 años   | 164 cm (5 ft 5 in)  | Izquierda | Derecha   |                                       |
| Cuerpo técnico  |           |                  |           |                     |           |           |                                       |
| Mánager         | 30        | Mai Onishi       | 41 años   | -                   | -         | -         |                                       |
| Entrenadores    | 31        | Kazuhide Kato    | 35 años   | -                   | -         | -         |                                       |